# Brigitte Stephan
Pour les articles homonymes, voir Stephan.
Brigitte Stephan, née en 1957, est une éditrice française. Elle dirige les éditions Le Baron perché depuis 2009 et elle a été présidente du groupe Art du SNE (Syndicat national de l'édition) de 2008 à 2009.

## Biographie
Brigitte Stephan a fait des études de Sciences Économiques à l’Université de Rennes.
Elle crée la librairie L’érable à Rennes en 1980. Elle devient ensuite directrice adjointe à la librairie Dialogues de Rennes, de 1982 à 1986. Elle anime alors une émission hebdomadaire sur France Bleu Armorique, l’œil écoute, où elle interview des auteurs invités dans la librairie.
Elle entre à la Fnac en 1986, où elle est responsable de la communication du magasin rennais, puis devient responsable de la promotion du livre pour l'ensemble des Fnac de France, avant de devenir directrice de l’action culturelle de l'enseigne à partir de 1997. Elle crée le Prix Goncourt des lycéens avec quelques enseignants passionnés, Bernard Le Doze, Armelle Clatin, en 1988,. « «L'académie, sollicitée pour l'appellation Goncourt, avait donné son accord car elle trouvait «l'idée amusante» mais elle pensait que cela ne durerait pas plus qu'une saison. Cinq années plus tard, », précise-t-elle ultérieurement, « je crois que les académiciens prennent le Goncourt lycéen très au sérieux, car c'est devenu un prix littéraire à part entière. ».
De 1999 à 2002, Brigitte Stephan est directrice de collection aux éditions Mango. Puis, en 2004, elle fonde les éditions Palette… qui publient des livres d’art pour les enfants. Elle est présidente des éditeurs d’art au Syndicat national de l’édition de 2008 à 2009,. Elle est également rédactrice en chef de la revue Dada, magazine d’art pour les enfants.
En 2009, elle rachète les éditions Le Baron perché, qui publient des albums, des documentaires, et des cahiers d’activité pour les enfants,. Cependant, la société éditions Le Baron perché, en difficulté financière, est revendue à l'éditeur Jacques-Marie Laffont  en 2014. Brigitte Stephan est  maintenue à la direction éditoriale.
En 2015, elle publie son premier album, J’ai mal partout, sous le pseudonyme d’Augustine Tirilly.